# Kol Tappeh-ye Ţaqāmīn
Kol Tappeh-ye Ţaqāmīn (persiska: گُل تَپِّۀ طَغامين, کل تپه طقامين, Gol Tappeh-ye Ţaghāmīn, Goltappeh-ye Ţafāmīn, گُلتَپِّۀ طَفامين) är en ort i Iran.   Den ligger i provinsen Kurdistan, i den nordvästra delen av landet, 400 km väster om huvudstaden Teheran. Kol Tappeh-ye Ţaqāmīn ligger 1 960 meter över havet och antalet invånare är 260.
Terrängen runt Kol Tappeh-ye Ţaqāmīn är kuperad västerut, men österut är den platt.Runt Kol Tappeh-ye Ţaqāmīn är det ganska glesbefolkat, med 23 invånare per kvadratkilometer. Närmaste större samhälle är Khvosh Maqām, 17,5 km sydväst om Kol Tappeh-ye Ţaqāmīn. Trakten runt Kol Tappeh-ye Ţaqāmīn består i huvudsak av gräsmarker.